# Anna dai capelli rossi (romanzo)
(Mark Twain)
Anna dai capelli rossi (Anne of Green Gables), è un romanzo della scrittrice canadese Lucy Maud Montgomery, pubblicato nel 1908 e il primo della saga di Anna dai capelli rossi. Sebbene sia stato concepito come romanzo per lettori di ogni età, con gli anni è diventato un classico della letteratura per ragazzi. Montgomery trovò l'ispirazione per il romanzo in un biglietto che aveva scritto anni prima in cui descriveva la storia di una coppia di fratelli a cui era stata erroneamente affidata una ragazzina orfana, anziché un maschio, ma che aveva deciso di tenerla ugualmente. Montgomery inserì nella storia anche le proprie esperienze infantili nella zona rurale dell'Isola del Principe Edoardo. L'ispirazione per il personaggio di Anna Shirley invece le fu dato da una fotografia di Evelyn Nesbit.

## Trama

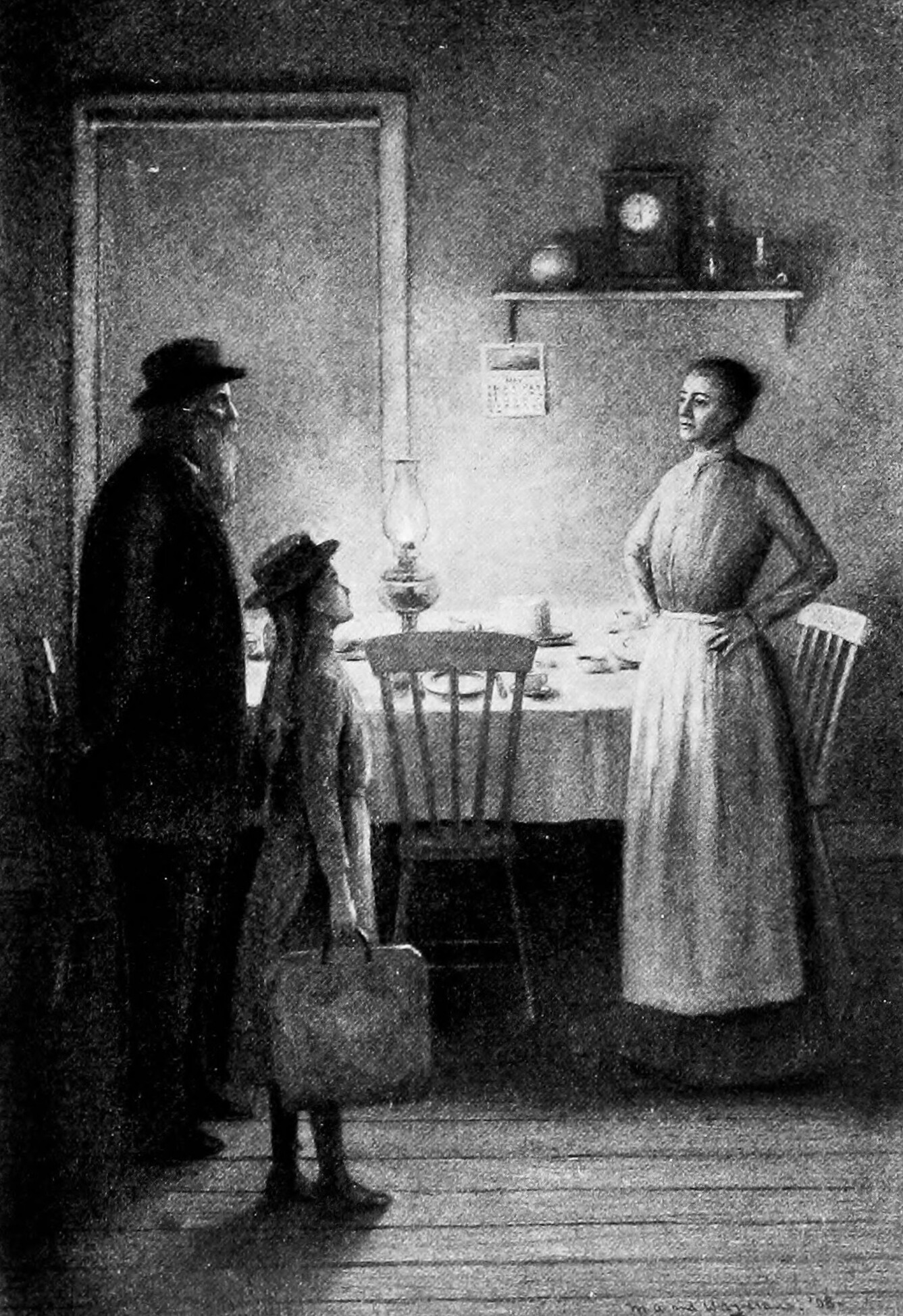
L'arrivo a Green Gables di Anna

### Antefatto
Anna Shirley nasce il 23 marzo sul finire del XIX secolo a Bolingbroke nella Nuova Scozia da Walter e Bertha Shirley, due insegnanti di liceo. Purtroppo dopo tre mesi entrambi i genitori muoiono di una malattia infettiva, ed Anna, non avendo altri parenti, viene affidata alla signora Thomas, una vicina povera e con il marito alcolizzato. La bambina vive con la famiglia Thomas fino all'età di 8 anni, accudendo i figli della signora, fino a che il marito, addormentatosi ubriaco sui binari, muore investito da un treno. A questo punto per Anna non c'è più posto nella famiglia e viene quindi affidata alla signora Hammond, che vive con il marito e i suoi 8 figli (tra cui tre coppie di gemelli) in una misera baracca in riva al fiume. La bambina, esperta di bimbi piccoli, accudisce anche i figli della signora Hammond, fino a che, con la morte del marito avvenuta due anni dopo, viene affidata all'orfanotrofio di Hopetown, dove rimane per quattro mesi.

### Anna di Green Gables
Marilla e Matthew Cuthbert sono due anziani fratelli. Non si sono mai sposati, quindi vivono assieme in una fattoria chiamata "Green Gables" ad Avonlea, paesino rurale dell'Isola di Prince Edward in Canada. Matthew sta invecchiando ed ha il cuore malato, e dal momento che non ha mai avuto figli, decide di adottare un ragazzo per avere un aiuto nel faticoso lavoro dei campi.
Per un disguido, dall'orfanotrofio al posto del ragazzo arriva Anna, fuori di sé dalla gioia di aver trovato finalmente una casa e una famiglia. Matthew, uomo taciturno e introverso, ma di animo sensibile, rimane subito conquistato da questa strana bambina, che durante il tragitto in calesse dalla stazione ferroviaria a casa, lo sommerge di parole dando nomi evocativi e romantici ai luoghi che attraversavano (un viale di meli in fiore diventa ai suoi occhi estasiati la Candida via della Gioia, uno stagno diventa "Lago dalle Acque Lucenti"). Marilla invece, molto più pragmatica ed altera, reputando che una bambina fosse assolutamente inutile per ciò che si erano prefissati, decide di rimandare Anna all'orfanotrofio. La bambina però racconterà la sua triste storia, e lentamente conquisterà anche il cuore della fredda Marilla, che alla fine, incredibilmente, deciderà di tenere la bambina.
Anna è una bambina di 11 anni, magra, con tante lentiggini e con i capelli rossi, che tanto la fanno soffrire. Marilla, pragmatica e sempre con i piedi per terra, nel suo nuovo ruolo di educatrice inizialmente fa molta fatica a comprendere Anna, abituata da sempre a difendersi dalle tristezze della sua vita, deformando la realtà con la sua grande fantasia e i suoi sogni. Matthew apparentemente ha un carattere opposto a quello di Anna: chiuso e taciturno lui, (si esprime quasi a monosillabi), espansiva, esuberante e chiacchierona lei, ma tra i due sorgerà subito una grande affinità.
Lentamente Anna si inserisce nella placida vita di Avonlea e farà presto la conoscenza di Diana Barry, una ragazzina della sua stessa età, che per tutto il resto della sua vita sarà la sua più grande amica e Gilbert Blythe, il ragazzo più ammirato della scuola. Questi, per farsi notare dalla ragazzina che l'ha subito molto colpito, ha la brutta idea di prenderla in giro per i suoi capelli rossi. E qui si rivela un altro aspetto del carattere di Anna, risoluto e inesorabile nel suo orgoglio. Per quello scherzo stupido ma innocente, Anna non rivolgerà più la parola a Gilbert per quasi cinque anni (nonostante la reiterata richiesta di scuse del ragazzo), e questa sua inimicizia, che si trasformerà ben presto in accesa rivalità negli studi e nella vita, segnerà gli anni a venire dell'esistenza di Anna, accompagnandone la maturazione.
Anna è estremamente desiderosa di imparare. In breve tempo, spronata anche dal desiderio di non essere inferiore al suo compagno-rivale Gilbert, recupera la distanza che la separava dai suoi compagni e alla fine dell'anno scolastico è ormai chiaro che la bambina è la più intelligente della classe.
Passa l'estate e inizia il nuovo anno scolastico: Muriel Stacy che tanto influenzerà il futuro di Anna, è la nuova maestra. Poco dopo, a causa di uno stupido gioco, Anna cade dal tetto della cucina di Diana, fratturandosi una caviglia. Marilla vuole molto bene alla bambina, ma è solo a questo punto che, vedendosela riportare a casa svenuta in braccio al padre di Diana, si rende improvvisamente conto che Anna le era più cara di qualsiasi altra persona.
Per Natale la maestra organizza una recita. Marilla, sempre austera, inizialmente non vede di buon grado che i ragazzi "perdano tempo con queste sciocchezze", ma la sera della recita, vedendo la sua Anna sul palco con il vestito nuovo regalatole da Matthew, rimane colpita dalla sua bravura nella recitazione e del fatto che stia diventando ormai una ragazza.
In seguito Anna, assieme agli altri alunni più meritevoli, riceve la proposta della maestra Muriel Stacy di frequentare un corso intensivo di preparazione agli esami di ammissione alla Queen's Academy, la scuola superiore della cittadina di Charlottetown, dove si diplomano i maestri delle scuole elementari. Anna ha trovato finalmente uno scopo nella vita: vuole diventare come la sua adorata maestra Stacy (e anche come i suoi genitori biologici per ricordarli) e da quel momento si impegnerà ancora di più negli studi per riuscire ad avverare il suo sogno.
Passa il tempo ed inizia l'ultimo anno scolastico ad Avonlea. Anna ha ormai 15 anni e prosegue con il suo studio forsennato: ormai le sue notti sono popolate da incubi, dove lei non riesce a superare l'esame di ammissione all'Accademia, e quel che è peggio il suo rivale Gilbert si classifica al primo posto. Inoltre ha paura di deludere Matthew, che ripone una fiducia cieca nelle sue capacità. Finalmente arriva il giorno dell'esame e dopo alcune settimane vengono esposti i risultati: Anna risulterà prima tra gli studenti di tutta l'isola di Prince Edward, a pari merito con Gilbert Blythe. Inoltre tutto il gruppo di studenti preparato da Muriel Stacy ha superato l'esame ed è stato ammesso alla Queen's Academy.
Adesso per Anna inizierà una nuova esistenza e la sua vita spensierata ad Avonlea è finita per sempre. Si deve trasferire a Charlottetown dove frequenterà le scuole superiori. Anna e Gilbert decidono di frequentare il corso intensivo, due anni in uno, per ottenere il diploma in un solo anno. Improvvisamente lo scopo della vita della ragazza cambia: il desiderio di diventare maestra come la signorina Stacy si trasforma nella ferrea volontà di proseguire gli studi, di andare all'università e di laurearsi. E qui usa coscientemente l'antica rivalità con Gilbert per poter reggere il terribile ritmo di studio che si autoimpone, sia per non farsi battere da lui e sia per poter vincere la borsa di studio per l'università, offerta allo studente più brillante in letteratura inglese.
Arriva il momento degli esami finali: Anna si diplomerà con un punteggio altissimo e vincerà l'agognata borsa di studio che le permetterà di frequentare l'università.
Purtroppo Gilbert non può permettersi l'ingente spesa dell'università, rinuncia a proseguire gli studi optando per l'insegnamento alla scuola di Avonlea. Anna è spiazzata: fino ad allora aveva usato l'antagonismo con Gilbert per riuscire a primeggiare nello studio, ce l'avrebbe fatta a continuare senza più il suo compagno-rivale di sempre?
Inizia l'estate ed una sera Anna chiede a Matthew una cosa a cui pensa da sempre. Dopo tutto questo tempo, avrebbe forse preferito che all'orfanotrofio non si fossero sbagliati e che a "Green Gables" fosse arrivato il maschio che lui desiderava e che lo avrebbe potuto aiutare nel lavoro? Matthew rivela ad Anna che neppure una dozzina di ragazzi avrebbe potuto sostituire la sua Anna. Non era stato un ragazzo a vincere la borsa di studio per l'università, ma una ragazza, la sua ragazza per la quale provava un grande orgoglio.
La mattina dopo Matthew morirà, stroncato da un infarto, causato da un tracollo finanziario.
A questo punto Anna deve prendere quella che forse è la decisione più importante della sua vita. Capisce che deve ridefinire i suoi desideri e le sue ambizioni, visto che non può lasciare sola Marilla, anch'essa molto malata, per andarsene lontano a studiare. Rinuncia quindi alla borsa di studio per restare accanto a quella che ormai da tempo è diventata sua madre a tutti gli effetti. Gilbert, appena scoperta la cosa, rinuncia all'incarico di maestro ad Avonlea per cederlo ad Anna, optando per un posto di lavoro molto più scomodo e lontano.
Finalmente Anna, nel ringraziare Gilbert per quel gesto gentile, riuscirà a parlargli e a chiarire quello che in cinque anni non era mai riuscita a dirgli a causa del suo orgoglio. Il legame di amicizia che era stato reciso tanti anni prima, finalmente si riannoda e forse condurrà anche a qualcosa di più importante.
Gli orizzonti di Anna si sono ristretti dal giorno in cui era rientrata a casa felice dopo gli esami, ma se anche il sentiero che dovrà percorrere è più stretto, lei è in pace con sé stessa, perché sa che lì potrà trovare una quieta felicità.

## Storia editoriale
Anne of Green Gables fu pubblicato per la prima volta dall'editore L.C. Page & Co. di Boston il 13 giugno 1908. Il libro diventò rapidamente un bestseller, vendendo oltre 19.000 copie nei primi cinque mesi. Da allora, sono state vendute oltre 50 milioni di copie in tutto il mondo.
Il romanzo venne pubblicato per la prima volta in Italia nel 1980 con il titolo Anna di Green Gables, contemporaneamente alla trasmissione della celebre serie anime Anna dai capelli rossi. Proprio grazie alla popolarità di quest'ultima, il titolo italiano del libro è stato successivamente mutato in Anna dai capelli rossi. In seguito è stato pubblicato anche come Anna dei tetti verdi, Anna dei verdi abbaini, Anne di tetti verdi e altri titoli similari.

## Seguiti e antefatto
Lucy Maud Montgomery continuò la storia di Anna Shirley in una serie di successivi romanzi, qui ordinati secondo l'età di Anna nel romanzo.
- L'età meravigliosa
- Il baule dei sogni
- La casa dei salici al vento
- La baia della felicità
- La grande casa
- La valle dell'arcobaleno
- Rilla di Ingleside

Inoltre nel 2008 Budge Wilson, con l'autorizzazione degli eredi di L. M. Montgomery ha scritto un prologo alla saga
- Sorridi, piccola Anna dai capelli rossi

## Opere derivate

### Film
Nel corso degli anni sono stati prodotti numerosi adattamenti del romanzo della Montgomery, tra cui vanno ricordati due film cinematografici: Fata di bambole del 1919, film muto diretto da William Desmond Taylor e con protagonista Mary Miles Minter nel ruolo di Anne (questa pellicola è considerata perduta, in quanto si ritiene che non ne esista più alcuna copia) e La figlia di nessuno (Anne of Green Gables) del 1934, diretto da George Nichols Jr., e con protagonista Dawn O'Day. Dopo questo film, la O'Day cambiò definitivamente il proprio nome d'arte in Anne Shirley.
Inoltre nel 2016 John Kent Harrison è regista di Anna dai capelli rossi - Una nuova vita (L.M. Montgomery's Anne of Green Gables), un film televisivo canadese che riprende il primo romanzo e a cui faranno seguito altri due film televisivi: Anna dai capelli rossi - Promesse e giuramenti (Anne of Green Gables: the Good Stars) e Anna dai capelli rossi - In pace con il mondo (Anne of Green Gables: Fire & Dew).

### Serie TV
Dagli anni cinquanta ad oggi sono stati svariati anche gli adattamenti televisivi della storia di Anne Shirley, tra i quali acquisì molta popolarità a cavallo fra gli anni settanta e ottanta del secolo scorso l'anime Anna dai capelli rossi diretto da Isao Takahata. Nel 1985 venne realizzata la miniserie televisiva Anna dai capelli rossi, mentre nel 2000 venne prodotta la serie a cartoni animati Anne of Green Gables: The Animated Series, entrambe prodotte dalla canadese Sullivan Entertainment.
Nel 2017 ha debuttato su Netflix e CBC Television la serie televisiva Chiamatemi Anna e nel 2025 viene prodotta una nuova serie anime basata sul romanzo, intitolata Anne Shirley.

### Fumetti
Nel 1998 Yumiko Igarashi, autrice di diverse serie di successo come Candy Candy e Georgie, ha iniziato la realizzazione di un adattamento manga dei libri della Montgomery. I primi tre tankōbon della serie, che coprono l'infanzia di Anne e il contenuto del primo libro, sono stati editi in Italia da Panini Comics con il nome di Anna dai capelli rossi, mentre sono inediti i volumi successivi che coprono il resto dell'arco narrativo.
Il libro ha avuto un'altra trasposizione a fumetti nel 2013, sviluppata su quattro albi in formato comic book con disegni di Giancarlo Malagutti e colori di Eva Castelli.

## Edizioni
- Lucy Maud Montgomery, Anna di Green Gables, traduzione di Luisa Maffi, Mondadori, illustrazioni di Giovanni Mulazzani, Mondadori, 1980, SBN BVE0612739.
- Lucy Maud Montgomery, Anna dei Tetti Verdi, traduzione di Marcella Dallatorre, illustrazioni di Claudio Solarino, La Sorgente, 1981, SBN UBO1992271.

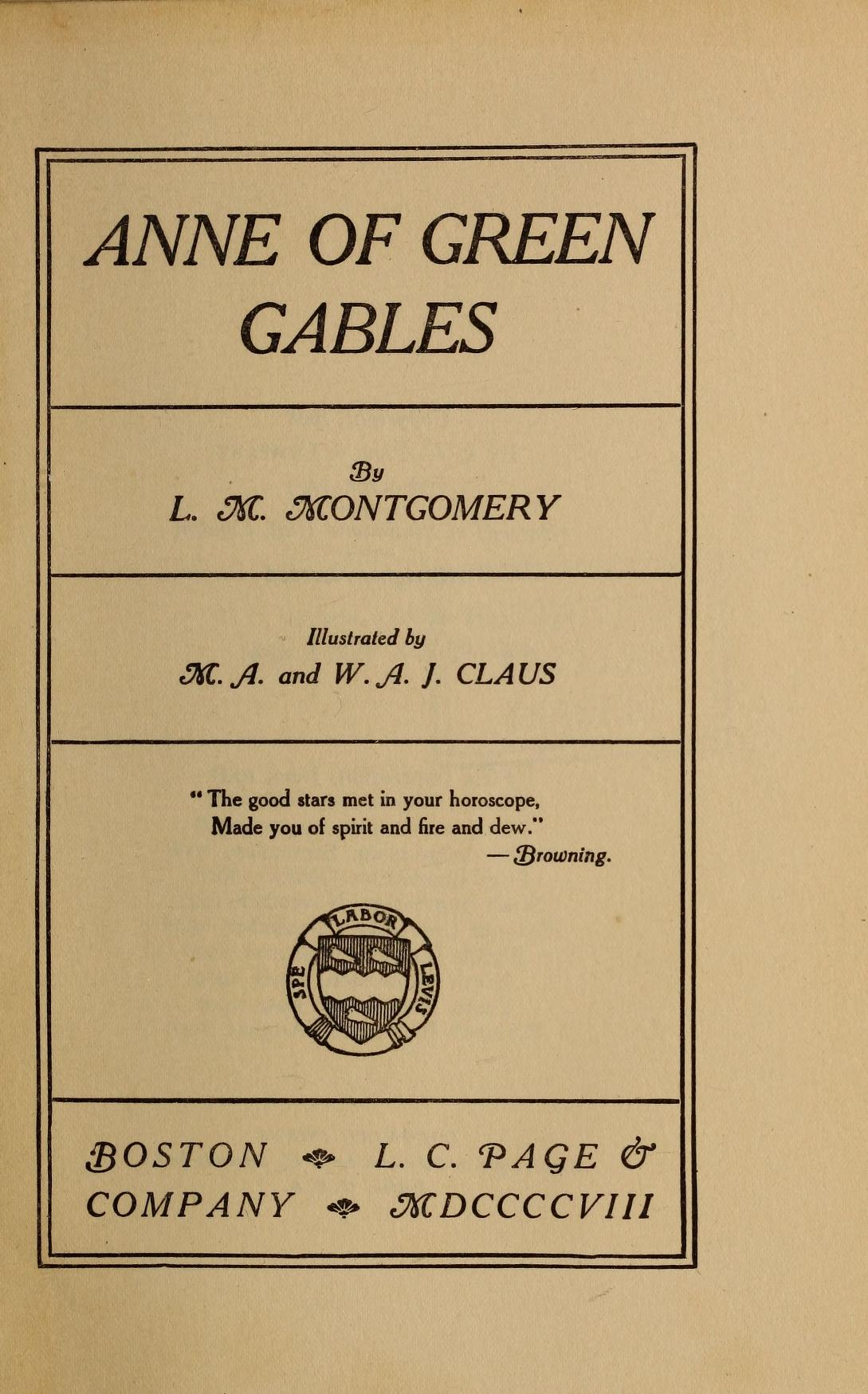
Frontespizio originale

- Lucy Maud Montgomery, La vera storia di Anna dai capelli rossi ovvero Anne dei Verdi Abbaini, traduzione di Maria Grazia Odorizzi, Milano, Mursia, 1981, ISBN 88-425-0684-2. URL consultato il 10 aprile 2017.
- Lucy Maud Montgomery, Anna dai capelli rossi, collana I cristalli, traduzione di Rossana Guarnieri, Fabbri Editori, 1988, SBN CFI0124921.
- Lucy Maud Montgomery, Anna dei tetti verdi, traduzione di Ilaria Isaia, e-book, Il Gatto e La Luna, 2011, ISBN 978-88-96104-19-4.
- Lucy Maud Montgomery, Anne di Tetti Verdi, edizione integrale commentata a cura di Enrico De Luca, Lettere Animate Editore, 2018, ISBN 978-88-711-2329-5.
- Lucy Maud Montgomery, Anna dai capelli rossi, traduzione di Angela Ricci, Gallucci Editore, 2018, ISBN 978-88-9348-365-0.
- Lucy Maud Montgomery, Anna dai capelli rossi, traduzione di Maria Grazia Odorizzi, illustrazioni di Antonio Lorente, NordSud Edizioni, 2021, ISBN 978-88-9308-252-5.